# Piotr Lutczyn
Piotr Paweł Lutczyn (ur. 13 czerwca 1923 we Lwowie, zm. 29 lipca 1985) – polski reżyser, scenograf i scenarzysta animowanych filmów i seriali dla dzieci, m.in. pełnometrażowej wersji Koziołka Matołka (1960), seriali Dziwne przygody Koziołka Matołka (1969-1971), Wędrówki Pyzy (1972-1983), Proszę słonia (1968).